# تپه قلعه بیژنگه سره قشلاق لو
تپه قلعه بیژنگه سره قشلاق لو مربوط به دوره ساسانیان است و در شهرستان بیجار، بخش مرکزی، روستای قشلاق لو واقع شده و این اثر در تاریخ ۲۴ فروردین ۱۳۸۲ با شمارهٔ ثبت ۸۰۴۹ به‌عنوان یکی از آثار ملی ایران به ثبت رسیده است.